# Eunostos (Gottheit)
Eunostos (altgriechisch Εὔνοστος Eúnostos, lateinisch Eunostus) war in der antiken griechischen Mythologie die Schutzgottheit der Getreidemühlen.
Die älteste Quelle, in dem die weibliche Gottheit erwähnt wird, ist das Onomastikon des Iulius Pollux (2. Jahrhundert). Der Lexikograph Hesychios von Alexandria (5. Jahrhundert) schreibt, dass in den Mühlen Idole aufgestellt wurden um über die richtige Abmessung des Mehls zu wachen. Spätere Nennungen bei Photios, in der Suda und bei Eustathios von Thessalonike scheinen sich auf die Stelle bei Hesychios zu beziehen.
Otto Crusius vermutete, dass es sich bei Eunostos um eine Epiklese der Artemis gehandelt habe, was von Alfred Schiff aus etymologischen Gründen wieder verworfen wurde.